# Lopha cristagalli
Lopha cristagalli är en musselart som först beskrevs av Linnaeus.  Lopha cristagalli ingår i släktet Lopha och familjen ostron. Inga underarter finns listade i Catalogue of Life.

## Bildgalleri

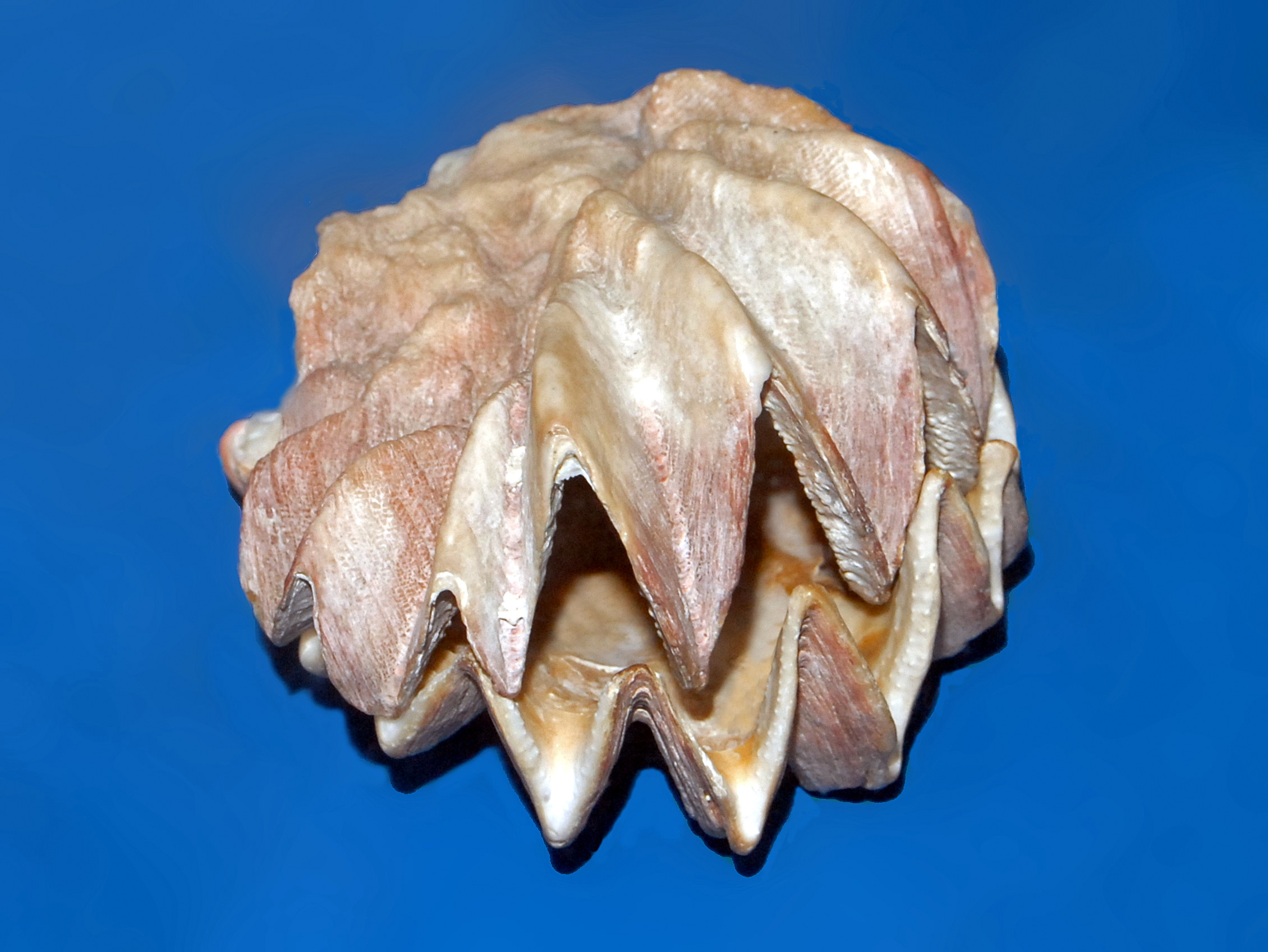